# Mit teuflischen Grüßen
Mit teuflischen Grüßen ist ein deutsch-italienisch-französischer Thriller von Julien Duvivier aus dem Jahr 1967 mit Alain Delon und Senta Berger in den Hauptrollen. Als literarische Vorlage diente der Roman Manie de la persécution von Louis C. Thomas.

## Handlung
Seit einem schweren Autounfall leidet Georges Campo an Amnesie. Selbst seine Frau Christiane, die bei dem Unfall unversehrt geblieben ist, vermag er nicht wiederzuerkennen, als diese ihn zusammen mit seinem Freund Dr. Frédéric Launay aus dem Krankenhaus abholt. Zu seiner großen Überraschung handelt es sich bei seinem Haus um eine prächtige Villa mit angrenzendem Park. Dort will ihn Christiane gesund pflegen. Um ihn zu schonen, verzichtet sie darauf, das Bett mit ihm zu teilen. Auch Frédéric kommt häufig vorbei, um sich Georges’ Verletzungen anzusehen und ihm Medizin zu verabreichen. Einzig der hauseigene Butler, ein Halbchinese namens Kim, scheint Georges gegenüber nicht wohlwollend.
Mit der Zeit kommen Georges jedoch Zweifel, dass er ein wohlhabender Geschäftsmann ist, der angeblich erst kürzlich von einer Geschäftsreise aus Hongkong zurückgekehrt sei. Er beginnt, sich an ein Leben als Fremdenlegionär in Nordafrika zu erinnern. Auch der Name Pierre Lagrange schwirrt wiederholt durch seinen Kopf. Niemand scheint jedoch einen Mann mit diesem Namen zu kennen. Dass er Christiane in der Vergangenheit mehrfach betrogen haben soll, kann Georges auch nicht glauben. Das Tor seines Anwesens ist unterdessen stets verschlossen und ein Telefon ist nicht verfügbar, weshalb sich Georges zunehmend wie ein Gefangener fühlt. In Albträumen wird er von Stimmen verfolgt, die ihn drängen sich umzubringen. Immer wieder ereignen sich merkwürdige Vorfälle: Eine Falltür öffnet sich unter ihm, ein Hund greift ihn an und ein Kronleuchter fällt beim Abendessen auf ihn herab.
Schließlich wird dem vermeintlichen Georges klar, dass alle Informationen bezüglich seiner Person, die er nach dem Unfall erhalten hat, einzig und allein von Christiane und Frédéric stammen und er nicht Georges Campo sein kann. In Frédérics Abwesenheit drängt er sich der nicht abgeneigten Christiane auf, die ihm schließlich das Komplott offenbart. Wie sich herausstellt, ist der vermeintliche Georges in ein Netz aus Lügen und Betrug geraten. Er ist weder ein wohlhabender Geschäftsmann, noch ist er mit Christiane verheiratet. Diese hatte zusammen mit ihrem Liebhaber Frédéric ihren eigentlichen Ehemann ermordet. Um heiraten und sich das Erbe teilen zu können, brauchten sie jedoch dessen öffentlichen Tod. Zu diesem Zweck machten sie Georges, der in Wirklichkeit Pierre Lagrange heißt und ehemaliger Soldat ist, betrunken und verursachten einen Autounfall, den Georges alias Pierre jedoch überlebte. Daraufhin benutzten sie ihn als Christianes Ehemann, der durch einen neuerlichen Unfall oder Selbstmord ums Leben kommen sollte. Als er dem zurückgekehrten Frédéric vom Tête-à-Tête mit Christiane erzählt, schlägt dieser vor Wut auf Christiane ein, ehe ihn Kim mit einem Messer niedersticht. Christiane wiederum erschießt Kim. Der eintreffenden Polizei erzählt Christiane, dass Frédéric Kim erschossen und dieser mit letzter Kraft Frédéric erdolcht habe. Pierre wiederum schlüpt in seine ihm zugedachte Rolle und erklärt, er sei Georges Campo, Besitzer der Villa und Ehemann von Christane.

## Hintergrund
Mit teuflischen Grüßen war der letzte Film von Regisseur Julien Duvivier. Er starb bei einem Autounfall, noch ehe der Film unter seinem Originaltitel Diaboliquement vôtre am 22. Dezember 1967 in Frankreich uraufgeführt wurde. In Deutschland wurde der in Eastman Color gedrehte Thriller am 20. August 1968 erstmals in den Kinos gezeigt. Am 7. Oktober 1978 wurde er unter dem DDR-Titel Teuflisches Spiel auf DFF 1 erstmals im deutschsprachigen Fernsehen ausgestrahlt. Im Jahr 2007 erschien der Film auf DVD.

## Kritiken
„Raffiniert konzipierter und kühl-elegant in Szene gesetzter Psychokrimi“, befand das Lexikon des internationalen Films. Cinema zog das Fazit: „Sixties-Krimi mit Star-Erotik.“ Der Evangelische Filmbeobachter bezeichnete den Film als ein „auf Hochglanz poliertes Stück Traumfabrik […], dem es in erheblichem Maße an Logik und psychologischer Glaubwürdigkeit mangelt.“

## Deutsche Fassung
Die deutsche Synchronfassung entstand 1968 durch die Aura Film Synchron in Berlin. Die Synchronregie und das Dialogbuch übernahm Conrad von Molo.
| Rolle                           | Darsteller     | Synchronsprecher |
| ------------------------------- | -------------- | ---------------- |
| Georges Campo / Pierre Lagrange | Alain Delon    | Wolfgang Draeger |
| Christiane                      | Senta Berger   | Senta Berger     |
| Dekorateur                      | Claude Piéplu  | Klaus Miedel     |
| Arzt                            | Albert Augier  | Edgar Ott        |
| Krankenschwester                | Renate Birgo   | Uta Hallant      |
| Dr. Frédéric „Freddie“ Launay   | Sergio Fantoni | Jürgen Thormann  |